# Талово-Калитвенська волость
Талово-Калитвенська волость — історична адміністративно-територіальна одиниця Донецького округу Області Війська Донського з центром у слободі Шарпаєвка.
Станом на 1873 рік складалася із єдиної слободи. Населення — 1720 осіб (919 чоловічої статі та 871 — жіночої), 265 дворових господарств і 5 окремих будинків.
Поселення волості:
- Шарпаєвка — слобода над річкою Калитва за 60 верст від окружної станиці та 50 верст від станції Глибока Воронізько-Ростовської залізниці, 1720 осіб, 265 дворових господарств та 5 окремих будинків, у господарствах налічувалось 75 плугів, 157 коней, 365 пар волів, 1823 звичайних і 3718 тонкорунних овець.

Старшинами волості були:
- 1904 року — селянин Іван Олексійович Толкунов[2].
- 1907 року — селянин Василь Семенович Марченков[3].
- 1912 року — Г. Д. Свищенков[4].